# Toyota Yaris Cup
De Toyota Yaris Cup was een tourwagen-kampioenschap in onder andere Nederland en Duitsland. Het eerste seizoen werd verreden in 2001 en het laatste seizoen was 2006. Dit is een opstapklasse voor beginnende tourwagen coureurs. Voor het eerste seizoen waren er 70 aanmeldingen voor de 30 beschikbare plaatsen.

## Auto
In dit kampioenschap wordt een Toyota Yaris raceversie gebruikt. De 4-in-lijn 1.3L VVT-i heeft een vermogen van 115pk (origineel 87pk). Het bodywork is van kunststof. In deze klasse gebruiken ze banden van de Yokohama Rubber Company. Ze hebben een 'all weather' band, dat betekent dat ze altijd op hetzelfde type banden rijden, ook bij regen. De auto heeft schijfremmen rondom. De auto heeft geen ABS. 

## Kampioenen
| Jaar | Coureur                | Nationaliteit |
| ---- | ---------------------- | ------------- |
| 2001 | Sebastian Grunert      | Duitsland     |
| 2002 | Jörg Boller            | Duitsland     |
| 2003 | Philip Beyrer          | Zwitserland   |
| 2004 | Michel Schaap          | Nederland     |
| 2005 | Philip Geipel          | Duitsland     |
| 2006 | Christiaan Frankenhout | Nederland     |
| 2022 | Vincent van de Loo     | Nederland     |